# Kadiolo
Cercle de Kadiolo är en krets i Mali.   Den ligger i regionen Sikasso, i den södra delen av landet, 300 km sydost om huvudstaden Bamako. Antalet invånare är 239 713. Arean är 5 357 kvadratkilometer.
Terrängen i Cercle de Kadiolo är platt åt sydväst, men åt nordost är den kuperad.